# Egyptian Premier League 1961/62
Die Egyptian Premier League 1961/62 war die 12. Saison der Egyptian Premier League, der höchsten ägyptischen Meisterschaft im Fußball. Meister wurde zum zweiten Mal in Folge al Ahly Kairo, neu in der Liga war al-Ittihad Al-Sakndary, es gab keinen Absteiger. Nicht mehr in der höchsten Spielklasse vertreten war Ghazl El Mahallah SC.

## Teilnehmende Mannschaften
Folgende zehn Mannschaften nahmen in der Saison 1961/62 an der Egyptian Premier League teil:
| Mannschaft             | Ort        | Stadion                             | Kapazität     |
| ---------------------- | ---------- | ----------------------------------- | ------------- |
| al Ahly Kairo          | Kairo      | Cairo International Stadium         | 74.100        |
| al-Ittihad Al-Sakndary | Alexandria | Alexandria Stadium                  | 13.660        |
| al-Masry               | Port Said  | Port-Said-Stadion                   | 22.000        |
| Al-Sekka Al-Hadid      | Kairo      | Sekka El Hadeed-Stadion             | 25.000        |
| al Zamalek SC          | Gizeh      | Cairo International Stadium         | 74,100        |
| El-Olympi              | Alexandria | Alexandria Stadium                  | 13.660        |
| Ittihad Suez           | Sues       | Suez Stadium                        | 27.000        |
| Olympic El Qanah FC    | Ismailia   | Ismailia Stadium Suez Canal Stadium | 18.525 10.000 |
| Tanta FC               | Tanta      | Tanta Stadium                       | 20.000        |
| Tersana SC             | Gizeh      | Mit Okba Stadium                    | 15.000        |

## Modus
Alle zehn Mannschaften spielen je zweimal gegeneinander.

## Tabelle
| Pl.             | Verein                     | Sp. | S  | U | N  | Tore    | Diff. | Punkte |
| --------------- | -------------------------- | --- | -- | - | -- | ------- | ----- | ------ |
| 1.              | al Ahly Kairo (M, C)       | 18  | 13 | 3 | 2  | 037:160 | +21   | 29:70  |
| 2.              | al Zamalek SC              | 18  | 12 | 2 | 4  | 035:150 | +20   | 26:10  |
| 3.              | Tersana SC                 | 18  | 12 | 1 | 5  | 036:210 | +15   | 25:11  |
| 4.              | Olympic El Qanah FC        | 18  | 11 | 2 | 5  | 036:200 | +16   | 24:12  |
| 5.              | al-Masry                   | 18  | 5  | 6 | 7  | 029:320 | −3    | 16:20  |
| 6.              | Ittihad Suez               | 18  | 7  | 2 | 9  | 024:270 | −3    | 16:20  |
| 7.              | al-Ittihad Al-Sakndary (N) | 18  | 5  | 3 | 10 | 023:420 | −19   | 13:23  |
| 8.              | Tanta FC                   | 18  | 4  | 4 | 10 | 016:280 | −12   | 12:24  |
| 9.              | El-Olympi                  | 18  | 3  | 5 | 10 | 021:390 | −18   | 11:25  |
| 10.             | Al-Sekka Al-Hadid          | 18  | 1  | 6 | 11 | 017:340 | −17   | 08:28  |
| Stand: Endstand |                            |     |    |   |    |         |       |        |

| (M) | Amtierender Meister     |
| (C) | Amtierender Pokalsieger |
| (N) | Neuaufsteiger           |